# ゴジラvsモスラ
『ゴジラvsモスラ』（ゴジラたいモスラ）は1992年（平成4年）12月12日に公開された日本映画で、「ゴジラシリーズ」の第19作である。カラー、ビスタビジョン、ドルビーステレオ。略称は『VSモスラ』。監督は大河原孝夫、主演は別所哲也。
キャッチコピーは「極彩色の大決戦」。

## 概要
ゴジラVSシリーズ第3弾。モスラ成虫は『ゴジラ・エビラ・モスラ 南海の大決闘』（1966年）以来、26年ぶりの登場となった。キャッチコピーにあるように美麗な特撮の映像表現が特徴である。
主要襲撃地点は、丹沢山地、横浜市横浜みなとみらい21、名古屋市。名古屋の襲撃シーンは『モスラ対ゴジラ』（1964年）を、東京の襲撃シーンは『モスラ』（1961年）をそれぞれオマージュしている。公開当時、開業直前であった横浜ランドマークタワーが破壊されるシーンがあった。これは東宝プロデューサーの田中友幸がタワーの建設・運営を行う三菱地所と日本万国博覧会以来懇意にしていたことから実現したものであった。
丹沢でのゴジラ迎撃戦でメーサー攻撃機が初登場し、大規模な戦闘が繰り広げられる。
ファミリー層向けの対策として、人間ドラマは拓也と雅子の夫婦関係の復縁の物語を軸に展開し、観客の反応も良好であった。別所の主演も女性向け雑誌で特集が組まれるなど話題となった。また、平成ゴジラシリーズで初めて自然破壊を題材に取り上げ、「環境破壊」と「家族愛」をテーマとしている。それと同時に、人類誕生以前の文明や地球の意志によって生み出された怪獣などのファンタジー要素も本格的に取り入れられた。
作品にはモスラと常にセットで登場してきた小美人も登場。本作品では先住民の末裔（）という設定にコスモスという名で、演じるのは今村恵子（第3回東宝シンデレラコンテスト・グランプリ）と大沢さやか（同・審査員特別賞）。映画出演後の一時期、今村・大沢の2人はアイドルユニット「コスモス」としても「モスラの歌」を歌うなどしてプロモーション活動した。
前作に引き続き土橋竜三が登場しているほか、三枝未希も登場しているが、他の登場作品に比べて出番は少ない。また、自衛隊の各幕僚長らも前作に引き続き黒部進らが演じている。
アメリカでは長い間『モスラ対ゴジラ』が“Godzilla vs. Mothra”のタイトルであったことから、差別化を図るために本作品のタイトルは“Godzilla and Mothra: The Battle for Earth”となった。

## ストーリー
太平洋小笠原沖に巨大隕石が落下したことにより、メカキングギドラとの戦いで海底で眠りについていたゴジラが目覚めた。一方、南洋のインファント島では隕石衝突による津波と森林伐採の影響で、地中より巨大な謎の物体が出現した。
トレジャーハンターの藤戸拓也はアユタヤでの盗掘と遺跡破壊行為の免罪を条件に、元妻の手塚雅子、島の開発を行なっている丸友観光の社員・安東健二とともにインファント島へ調査に赴く。彼らが目にしたものは、洞窟に描かれた壁画とモスラの巨卵だった。そして拓也らの前に現れたコスモスと名乗る島の2人の小美人は、バトラの復活による危機を警告する。しかし、丸友観光の社長である友兼は、宣伝目的でモスラの卵を日本へ輸送することを決定する。そんな中、北極海の氷山からバトラが目覚め日本に侵入、名古屋に現れ街を破壊し地中へと消える。
インファント島を出発した卵の輸送船「ありあけ丸」は、太平洋フィリピン沖を曳航中にゴジラの襲撃を受ける。卵からはモスラの幼虫が孵化し、口から糸を吐いて応戦する。そこにバトラも現れ、三つ巴の戦いが始まった。ゴジラとバトラによる海中に沈んで続けられた戦いは、海底火山の噴火を誘発させる。両者は乱泥流に襲われ、フィリピン海溝のプレートの境目から噴き出したマグマの中に消える。
コスモスは拓也たちと同行していたが、安東によって誘拐され、友兼は彼女らを社のイメージキャラクターにしようと画策するが、コスモスを密かに国外の研究機関へ売り渡そうとする拓也によってコスモスは拉致される。一方、モスラはコスモスを追い、海上自衛隊の護衛艦隊の迎撃を突破して東京に上陸。拓也たちやコスモスがいるホテルの寸前にまで到達するが、改心した拓也によって解放されたコスモスの説得によりおとなしくなると、出動した陸上自衛隊の攻撃をものともせずに国会議事堂に繭を作り、やがて成虫へと変態を遂げる。時を同じくして富士山山麓が噴火し、噴出するマグマの中よりフィリピン沖の海底火山からマントルを通じてゴジラが出現し、丹沢山地での自衛隊迎撃ラインを突破する。
飛び立つモスラの前に成虫となったバトラも出現。両者が横浜みなとみらい上空で激突しているところにゴジラも現れ、再び三つ巴の戦いが始まる。感応しあったモスラとバトラは共闘し、ゴジラを太平洋上へと運ぶが、バトラは息絶えゴジラとともに海中へ沈む。ゴジラを封印したモスラは、バトラに代わり地球へ迫る巨大隕石の軌道を変えるためコスモスとともに宇宙へ旅立つ。

## 登場キャラクター
ゴジラ

モスラ（幼虫、成虫）

バトラ（幼虫、成虫）

コスモス

## 登場人物
藤戸 拓也（）
本編の主人公格。トレジャーハンター、元東都大学・考古学教室助手。30歳。
知識を活かして世界中の遺跡で盗掘を行っていた。タイ警察に逮捕され収監されていたところを、国家環境計画局からの依頼で、釈放を交換条件にインファント島への巨大物体調査に参加、一連の事件に関わる。
インファント島探索の先導役でありながら、いい加減な状況判断で同行者を危険に晒したり、別れた妻子とよりを戻すための資金を得ようと、コスモスを密かに国外の研究機関へ売り渡そうとするなど欠点も目立つ人物だが、決して良心に欠けているわけではなく、危機的状況に適さない言動や行動を取る者を激しくとがめたり拳を振るうなど、本質は熱血漢である。
元妻の雅子と愛娘のみどりの説得で自らの過ちを改め、コスモスをモスラに返すことを決意。3大怪獣の決戦を最後まで見守る。
坂井版コミックスでは雅子は元恋人という設定で既婚者ではなく、娘も居ない。
- トレジャーハンターという設定は、映画インディ・ジョーンズ シリーズのインディアナ・ジョーンズをイメージしている。脚本を手掛けた大森一樹は、ゴジラシリーズの主人公が新聞記者や科学者ばかりではいけないと考え、ヒーローを生み出すことを意識したと述べている。脚本では、インファント島で洞窟を発見するのは安東であったが、監督の大河原孝夫は発見者を藤戸に変えることでキャラクター性に説得力を与えている。冒頭で長髪にしているのは、演じた別所哲也の案による。別所は、藤戸の人物像について彼の中の正義と世の中の正義がちょっと乖離していると解釈しており、諦めや悲しみを内包し、荒っぽさとナイーブさを両立させることを意図していた。
- 大森は、自由人になった藤戸と企業戦士の安東を対比させつつ、一方で藤戸は自由人になった代わりに家庭が崩壊し、彼が家庭を大事にするようになることでその成長を描いている。脚本では養育費を払っているという設定であったが、大河原の要望によりこれを滞っているとすることで人物像を表現している。そのほか、雅子とのコミカルなやり取りが大河原により追加されている。別所は、藤戸の夫婦関係や親子関係について、20代で恋人のまま結婚して父親になってしまい、父親の役割を演じきれていないと解釈している。

手塚 雅子（）
東都大学環境情報センター所員。28歳。拓也の元妻で、娘のみどりの親権を持つ。国家環境計画局に出向している。
インファント島の調査で拓也たちと同行することとなり、強気で勝気な性格から口ゲンカが絶えなかったが、お互いに未練があったため少しずつ関係を深め直すこととなる。
坂井版コミックスでは丸友観光の敏腕社員と設定され、登場しない安東の役割を兼ねている。当初は友兼を崇拝し会社への貢献に執着していたが、モスラを利用して街を破壊するという友兼の非道行為やモスラが傷つく姿に耐えられず離反した。終盤で錯乱した友兼に銃撃され、更にゴジラの攻撃から彼を庇って重傷を負うも、彼女の改心に心打たれたバトラが命を分け与えた事で生還。ラストシーンでは車椅子姿でモスラを見送っている。
- インファント島上陸時に観光気分で現れるシーンが撮影されていたが、尺の都合でカットされた。

安東 健二（）
丸友観光社長秘書。28歳。社内研修でサバイバル訓練を受けている。
インファント島が自社の地所であるため、地権者を代表して調査に赴く拓也と雅子に同行する。社長・友兼の命令に従順で、輸送中に孵化してしまったモスラの卵の代わりにコスモスを拉致し、友兼の下へと差し出すが、拓也たちやコスモスとの交流を経て、会社や自分の行為に対して疑問も抱いていく。
最終的には手段も犠牲も厭わず会社の利益のみに固執する友兼の醜い本性に反発し、決別した。ラストシーンでは拓也たちと共に宇宙に旅立つモスラを見送る。
川石版コミックスでは、友兼の役割を担った悪役となっている。
- 大森による初期プロットでは、藤戸とコンビを組むトレジャーハンターという設定であった。大森は、自由人の藤戸に対して管理された企業人である安東との対比を意図しており、安東なりの成長を描くこともテーマの一つとしていた。

三枝 未希（）
国家環境計画局Gルーム所属の超能力者。21歳。
Gルームでゴジラの監視を務める。超能力により、コスモスとのテレパシー感応ができる。テレパシーを使い、行方不明になったコスモスを雅子やみどりとともに探しあてる。
川石てつやによる漫画版では、オリジナルキャラクターとして未希の弟である晃司が登場している。
- 本作品の原型である『モスラVSバガン』では、ゴジラシリーズとのつながりを持たせるため未希が登場する予定となっていたものの、本作品では登場させる必然性が薄く一時は登場させない方向で話が進んでいたが、登場を要望する声が挙がったため出番が継続することとなった。大森は、未希とコスモスとのテレパシーをもっと描きたかったと述べている。
- 演じる小高恵美は、あまり出番がないため前作とやっていることが変わらず、もう少し人間的な部分を出せばよかったと述懐している。また、ゴジラに対する複雑な感情もうまく表現できなかったと述べている。

手塚 みどり（）
拓也と雅子の娘。6歳。
両親の離婚後は雅子と共に暮らしている。雅子からは拓也の職業を刑事だと伝えられていたが、実はトレジャーハンターであることを知っていた。
- 準備稿までは「手塚森子」という名称であった。
- みどりから拓也へ宛てられた手紙は、最初に用意していたものが字を滲ませるのに失敗し、別のものが作り直された。

土橋 竜三（）
内閣安全保障室室長。50歳。
本作品では未希と同様に国家環境計画局へ出向しており、南野の補佐を務める。雅子とともにタイへ赴き、拓也へのインファント島調査を自ら依頼する。前作とは対照的に、うろたえたり声を荒らげたりすることが多い。
- 土橋について大森は、観客と共感させて話を進めやすくなるため、前作で味をしめて続投させたと述べている。大河原は、分析室で土橋と南野がモニターを見ている場面が多いため、両者の反応を差別化するため観客を代弁する存在として土橋を人間味のあるオーバーアクション気味の演出とした。

深沢 真由美（）
雅子の姉で、深沢の妻。35歳。雅子がインファント島へモスラの卵を調査するため日本を離れていた際、みどりを預かっていた。
ラストでも宇宙へ旅立つモスラとコスモスを見送る。

友兼 剛志（）
丸友観光社長。35歳。
政界との強大なパイプを持ち、富士山麓やインファント島の乱開発を進めていた。利己的な野心家で、安東が誘拐したコスモスを会社のイメージガールにしようと企てる。やがてモスラに破壊される東京を前にしながらも「この街は俺が新しく造り直す！」と絶叫。その醜い本性を目の当たりにした安東の諫言と反発にも全く耳を貸さず、最後は安東から自らの破滅を冷たく示唆されながら見捨てられ、力なく崩れ落ちた。
坂井版コミックスでは美形の若社長という設定に変更。コスモスを探すモスラの習性を利用し、都市諸共ライバル企業を破壊させるなど非道かつ狂気を帯びた人物として描かれている。終盤では雅子を銃撃して重傷を負わせ、彼女が身を挺して自らをゴジラの攻撃から庇っても改心する事は無かった。最後は車で逃亡したが、ゴジラの足に激突して爆死した。
- 友兼のキャラクターは、『モスラ対ゴジラ』でのハッピー興行社の熊山を踏襲している。脚本では、富士山麓の工事現場で溶岩にのまれたりゴジラに踏み潰されたりするなどの最期が描かれていたが、大河原は憎めないキャラクターとして終わらせたいと考え、これらを不採用とした。
- 友兼が携帯電話を使用するシーンは、シリーズで初めて携帯電話が描写された場面である。本作品当時はまだ一般には普及しておらず、上流階級を象徴するアイテムとして描かれている。

大前 実（）
丸友観光常務取締役、富士山麓ゴルフ場開発プロジェクト主任。50歳。非常に低姿勢な人物。

深沢 重樹（）
東都大学地質学教授で、同大学環境情報センター主任。雅子の上司であり姉婿（義兄）にもあたる。45歳。
国家環境計画局の顧問を務め、雅子と同様にゴジラ研究と環境破壊対策の両面で協力する。理知的で物静かな第一印象だが決断力に優れ、富士山からの避難途中、道で倒れていた母子を救出する場面もある。
- 富士山麓で母子を救出するシーンは、『モスラ』での福田善一郎がダムで赤ん坊を救出するシーンをオマージュしている。
- 深沢が手にする富士山の観測データは、専門家により精巧なものが制作された。

南野 丈二（）
国家環境計画局局長。55歳。本業の環境問題と、今回の対ゴジラ作戦の責任を同時に請け負う高級官僚。温厚かつ冷静な人物。
次作『ゴジラvsメカゴジラ』では劇中には登場していないが、ゴジラの関西襲撃を受けて深沢と雅子を中心に調査チームを編成し、現地周辺の環境被害調査を務めていることが劇中の新聞記事で言及されている。
- 衣裳は演じる宝田明が選定しており、局長という立場から普通の綿のワイシャツではなくシルクのシャツを着用している。局長室の机には、『モスラ対ゴジラ』での宝田と星由里子の写真が飾られていた。
- 脚本では、指示を出すセリフは日本語であったが、宝田は専門性を出すため英語交じりのセリフに改めた。

## 登場兵器・メカニック

### 架空
92式メーサー戦車

93式自走高射メーサー砲

93式メーサー攻撃機

ありあけ丸
丸友がチャーターした、モスラの卵を乗せたフローティングドックを曳航する大型フェリー。
- 船上のシーンは、東京・沖縄航路フェリー「ありあけ」で撮影された。「ありあけ」は奄美へキャストとスタッフを運んだフェリーであり、船のシーンは時間の節約もあって奄美の道中で撮影された。藤戸役の別所哲也によれば、合成の都合から2度ほど船を止めてもらったという。

フローティングドック
丸友グループがモスラの卵を輸送するために用意した浮きドック。ドックはロシア海軍で用いられているものである。自力での推進能力はない。
- 浮きドックのデザインは青井邦夫が担当。造形は工房KIKOが担当。当初は破壊される予定はなく、急遽撮影現場でミニチュアに切り込みを入れて爆破された。
- 卵を浮きドックで運ぶ描写は、『キングコング対ゴジラ』でのキングコングを筏で運ぶ描写をオマージュしている。準備稿では、気球（飛行船）で卵を吊るして運ぶという案であったが、これに納得しなかった川北により浮きドックが提案された。卵をドックに乗せた方法は明らかになっていない。

はつゆき型護衛艦「もりゆき」
艦番号DD-134。架空のはつゆき型護衛艦。モスラ（幼虫）の迎撃に参加するも、モスラの体当たり攻撃を受け撃沈される。
- 遠景の護衛艦は、艦の形に切った板に絵を描いたものを立てている。

### 実在
- 74式戦車[出典 64][注釈 6]
- 61式戦車[109]
- 89式装甲戦闘車[出典 65]
- 82式指揮通信車[出典 66]
- 73式大型トラック
- 73式小型トラック
- 1/4tトラック
- 75式130mm自走多連装ロケット弾発射機[出典 67]（75式MSSR[124]）
- はつゆき型護衛艦「はるゆき」[出典 68]
- 中型クルーザー[109]
- F-15J戦闘機[出典 69]（F-15Jイーグル[134][124]、F-15Jイーグル戦闘機[109]）
- AH-1S[112][109]
- UH-1H多用途ヘリコプター[出典 70]（ベルUH-1イロコイ[134]、UH-1Bひよどり[124]）
- OH-6D観測ヘリコプター[出典 71][注釈 7]
- 64式小銃[138]
- M16A2自動小銃
- 84mm無反動砲

## 設定
国家環境計画局/地球環境分析室
東京都内の超高層ビルを本拠とする国際的機関。二酸化炭素による温暖化・オゾン層の破壊、森林伐採、さらに隕石の激突で引き起こされた大気の異常、海水面の上昇、海底プレートへの影響など、地球全土の環境問題全般に関する業務を請け負う。
メインルームには地球環境分析室が編成され、前作『ゴジラvsキングギドラ』のGルーム同様に有事の際には幕僚長らが出向し、自衛隊の指揮所となる。また、自家発電による活動が可能であり、ゴジラが日本に現れた際などの厳戒態勢時には、大型のメインスクリーンを展開する。このメインスクリーンには、探査衛星が捉えたデータを基に、あらゆる角度からの映像を表示できる「ゴジラ・サーチ・システム」を試験的に搭載している。
- 本作品では、インファント島の描写などプリミティブな要素が強いため、SF要素を分析室に集約している。メインスクリーンの展開ギミックは、クライマックスへ向けてゴジラ出現のインパクトを強調したものである。
- 分析室のセットは、東宝撮影所第1ステージに組んで撮影された。スクリーンの開閉やテーブルの回転は人力で行われた。冒頭のNASAのセットは、このセットの飾り換えである。監督の大河原孝夫は分析室でモニタリングを行っているという案を出していたが、脚本ではNASAになっていて驚いたという。
- 局舎の外観には、浜松町ビルディングを用いている。局長室は、東宝アドセンター9階の一室を用いて撮影された。

丸友観光
東京都内に本社屋を持つ観光会社。社員研修としてサバイバル訓練を設けている。日本政府から資金援助を受け、インファント島にリゾート地を、富士山麓にはゴルフコースをそれぞれ建設するために乱開発を行い、後者は地元の環境保護団体から猛抗議を受けている。
しかし、最終的に隕石によって引き起こされたインドネシアの異常気象や富士山の火山噴火で、それぞれの開発現場が工場再開の目処が立たないほどの被害を受け、大損害を被る結果となる。
- 大河原孝夫は、丸友観光が環境破壊をシンボライズしているとともに、バブル時代の日本の社会情勢を強調する一面もあったと述べている。富山省吾は、安東のコミカルな描写や開発に盲進する丸友の描写は、『キングコング対ゴジラ』（1962年）でのパシフィック製薬の描写に通じるものがあると評している。
- 本社の外観には、エフエム東京本社ビルFMセンターを用いている。社長室は、ボナンザビル4階の一室を用いて撮影された。一部の調度品は撮影用に持ち込んでいるが、机やソファーなどは同所のものをそのまま用いている。

アユタヤの遺跡
冒頭に登場した太古の地下式寺院。ここで拓也が深部の壁に隠されていた秘宝のガネーシャ像を盗むが、その直後に罠が作動。壁が崩れ、床が抜け落ち、寺院内部は完全に崩壊。拓也は命からがら脱出に成功したものの、同時に地元警察に逮捕されてしまう。
- セットデザインは酒井賢が担当。崩れる階段は発泡スチロール製。
- ガネーシャ像のプロップは、雑貨店で購入した市販の像に金色のスプレーを施している。この像は、2024年の時点で大河原が所有しており、自宅に飾っている。

インファント島
インドネシア諸島にあり、先住民コスモスの末裔たちが住む島。現在は全島が丸友観光の所有地になっている。丸友のリゾート開発と隕石によって引き起こされた異常気象の影響で島の森林は大きく荒れ、岩山が崩れ、埋まっていたモスラの卵が露出してしまう。また、滝の奥に洞窟があり、モスラとバトラらしき壁画が描かれている。

12,000年前の伝説
地球の先住民であるコスモスは、モスラを守り神と崇め、差別も争いもない高度な文明社会を築き上げていた。しかし、一部の科学者が気象コントロール装置を開発し、気象を操ろうとしたことで、自身の危険を感じた地球生命は怒り、バトラを生み出してコスモスを攻撃させた。モスラはコスモスを守るためにバトラと戦い、北の氷の海に沈めたが、バトラが気象コントロール装置を破壊したため大洪水が発生し、モスラと高い山に避難した一部のコスモスたちのみが難を逃れ、彼らの大陸は滅亡してしまった。

## キャスト
- 藤戸拓也[出典 72]：別所哲也
- 手塚雅子[出典 73]：小林聡美
- 安東健二[出典 74]：村田雄浩
- 三枝未希[出典 75]：小高恵美
- 手塚みどり[出典 76]：米澤史織
- 土橋竜三[出典 77]：小林昭二
- 航空幕僚長[出典 78][注釈 9]：黒部進
- 陸上幕僚長[出典 79][注釈 10]：荻原賢三
- 海上幕僚長[出典 80][注釈 11]：辰馬伸
- 自衛隊指揮官[出典 81][注釈 12]：渡辺哲
- コスモス[出典 82]：今村恵子（第三回東宝シンデレラ）、大沢さやか（同・審査員特別賞）
- ディクソン[145][19]：ジェームズ・ヌージェント
- 富士山火山観測所観測員[151]：松藤将弘[注釈 13]
- 地球環境分析室職員：根津茂尚[151]
- 国家環境計画局員[160][19]：石川亜由美
- NASA宇宙監視センターの職員[151]：ジュン・オルティス、ジョシュア・リバーマン、コービー・ディドゥル、ジェミー・コットン、ロバート・ザーチャー
- 深沢真由美[出典 83]：田中好子
- 友兼剛志[出典 84]：大竹まこと
- ありあけ丸船長[出典 85]（船長[164][165]、「ありあけ」船長[64]）：大和田伸也
- 大前実[出典 86][注釈 14]：上田耕一
- 深沢重樹[出典 87]：篠田三郎
- 南野丈二[出典 88]：宝田明

### キャスト（ノンクレジット）
- 統幕議長：仙波和之[157]
- 陸上自衛隊・戦車隊副官[162]（副官[64]）：本多俊之[166]
- ナムコ・ワンダーエッグエキストラ：河崎実[167]、越智静香[167]
- 予告編ナレーター：小林清志[168]

## スタッフ
- 製作：田中友幸
- 脚本：大森一樹
- 音楽監督：伊福部昭
- プロデューサー：富山省吾
- 撮影：岸本正広
- 美術：酒井賢
- 録音：斉藤禎一
- 照明：望月英樹
- 編集：米田美保
- 助監督：三好邦夫
- サントラ盤：東芝EMI
- 音響効果：佐々木英世（東洋音響）
- 製作担当者：森知貴秀、前田光治
- 擬斗：森岡隆見
- 録音； 宮内一男
- 監督助手：手塚昌明、本間和彦、黒川礼人
- 撮影助手：脇屋隆司、青木洋史、宝田武久
- 録音助手：池田昇、影山修、渡辺宸彬
- 照明助手：蝶谷幸士、川井稔、川越和見、横道将昭、田部谷正俊、大沢暉男、鹿毛剛
- 照明機材：山崎惣一郎
- 特殊機械：宮川光男、鹿山和男
- 特殊操演：鳴海聡
- 美術助手：清水剛、新垣博人、田中俊広、小岩理絵
- 美術装置：丸山勝治、川口茂
- 組付：西田忠光
- 装飾：田代昭男、遠藤雄一郎、山内康裕
- 電飾：稲畑秀男、河原正高
- 衣裳：多勢美智子
- コスモスコスチューム：出川淳子
- コスモス振付：浦井典子
- ヘアー・メイク：下鍋良江
- スチール：石月美徳
- 音楽プロデューサー：岩瀬政雄
- 音楽エンジニア：大野映彦
- 音響効果：佐々木英世、丹雄二、小川広美、岡瀬晶彦
- 調音：多良政司
- 記録：石山久美子
- 編集助手：佐藤康雄、斉藤美津子
- ネガ編集：青木千恵
- 擬斗：森岡隆見
- キャスティング：田中忠雄
- 製作係：北山裕章、後藤弘樹
- 特殊技術
  - 撮影：江口憲一、大根田俊光
  - 特美：大澤哲三
  - 照明：斉藤薫
  - 操演：松本光司
  - 特殊効果：渡辺忠昭
  - 造型：小林知己、村瀬継蔵
  - 助監督：鈴木健二
  - 製作担当者 - 小島太郎
  - 監督助手：千葉英樹、神谷誠、近藤孔明、秀平良忠
  - 協力撮影：桜井景一
  - 撮影助手：佐々木雅史、有田勝美、真塩隆英、大川藤雄、仲田眞二、香取泰浩
  - 照明助手：入口正平、瀬尾伸幸、山本眞生、佐熊愼一、壱岐尾りつ子、川辺隆之
  - 照明機材：棚網恒夫
  - 操演助手：鈴木豊、白石雅彦、三池敏夫、三橋和夫、金子ゆう、大神亮
  - 特効助手：久米攻、岩田安司、榎本浩士、宇田川幸夫、鉄谷大地
  - 特美助手：寺井雄二、高橋勲、林谷和志、春日佳行
  - 特美装置：野村安雄
  - 組付：小笠原禎
  - 背景塗装：小島耕司、長島章志、三輪智章
  - 造型助手：村瀬継蔵、江久保暢宏、村瀬直人、小川正、棟方利幸、小松秀則、長峰圭介、村上修一、丸山真也
  - スチール：中尾孝
  - 記録：黒河由美
  - 編集助手：児玉美納子
  - ネガ編集：大朝和代
  - デザインワークス：吉田穣、宮川英実、杉田篤彦、青井邦夫、西川伸司、隅谷和夫
  - 製作係：柴田誠
  - ゴジラ[出典 89]：薩摩剣八郎
  - バトラ[出典 90]：破李拳竜[注釈 15]
  - バトラ[出典 91]：羽田一也[注釈 16]
- 特殊視覚効果
  - オプチカルスーパーバイザー：小川利弘、小野寺浩、松本肇、大屋哲男
  - オプチカルエフェクト：岸本義幸、佐藤高典、佐藤元
  - フォトエフェクト：藤下忠男、泉谷修
  - エフェクトアニメーション：橋本満明、吉沢一久、西山明宏、桜井文子、渡辺義治、田中貴志、佐藤明
  - マットペイントカメラマン：三瓶一信
  - マットペインター：木村俊幸
  - モーションコントロール：木下良仁
  - CGプロデューサー：大口孝之、清野一道、鈴木敬、井内要
  - コンピューターグラフィックス：内海邦男、荒木史生、檜皮勝久、平岡一邦、細田伸明、大舘隆司、井上明美、水谷順子、庄司久美子、斉藤直宏、船江世志保、伊藤佳子、永井雄一
  - ハイビジョン技術：鈴木昭男、原田睦弘
  - ハイビジョン変換：尾又富雄、細井孝能、滝沢隆也、諏佐佳紀、石川智太郎
  - ビデオエフェクト：萩原賢治
  - タイミング：森吉隆
  - コーディネーター：西山勝、麻生芳郎、斉藤吉光
  - プロデューサー：山辺崇
- 協力：防衛庁、東海大学情報技術センター
- 協賛：日本衛星放送、ナムコ、西友、コニカ、東芝、大島運輸
- 制作協力：東宝映像美術、東宝サウンドスタジオ、東宝ミュージック、東宝コスチューム、東京現像所、東宝スタジオ
- 特技監督：川北紘一
- 監督：大河原孝夫
- 東宝映画作品
- 配給：東宝

## 劇中歌

### 主題歌
モスラの歌
詩：田中友幸・関沢新一・本多猪四郎 / 曲：古関裕而 / 編曲：高田弘 / 唄：コスモス（今村恵子・大沢さやか）

### 挿入歌
マハラ・モスラ
詩・曲・編曲：伊福部昭 / 唄：コスモス
聖なる泉
詩・曲・編曲：伊福部昭 / 唄：コスモス
エンディングには女声スキャットによるインスト版が使用された。

## 制作

### 製作経緯
当初の企画案は『モスラVSバガン』というモスラが主役の映画だった。この企画は1990年を公開予定とし、大森一樹によって脚本が準備された。しかし『ゴジラvsビオランテ』（1989年）の評判を見て、次企画はゴジラ主役の映画『ゴジラvsキングギドラ』（1991年）となり、その次回作として川北が中心となって企画したトンボをモチーフとした昆虫系の怪獣・ギガモスと対決し、ゴジラの体内にミクロ化した人間が潜入し、ゴジラの核反応を止めようとする『ミクロスーパーバトル ゴジラVSギガモス』が企画されていた。その後、東宝は「平成ゴジラ」の4作目を正式に制作すること、そしてモスラを対戦キャラクターとすることを決めた。その決定に伴い、川北は『vsギガモス』の企画をモスラ寄りに調整し、ミクロ要素をなくした『ゴジラVSギガモス』を提案する。その後、先の田中が構想していた『モスラVSバガン』を原案に、大森が『VSバガン』の作品イメージを踏襲した世界観で、敵怪獣をバガンからゴジラに変更し、『ゴジラvsモスラ』に落ち着いた。このため、ストーリーはモスラとバトラの関係性が中心となっており、ゴジラは存在感が希薄となっている。『ギガモス』が制作されなかったのは、登場予定だったメカニコングが権利関係が東宝とRKOとの間で曖昧であったためこれを明確にしようという意図もあったが、RKO側から製作した場合トラブルが生じる可能性があるとの回答が出されたためである。東宝プロデューサーの富山省吾は、正月映画であるため新しい企画でのチャレンジよりも盤石の布陣とすることを選んだ旨を語っている。ゴジラ委員会委員長の堀内實三は、前作の観客アンケートの分析から女性客を獲得すれば配給収入20億円に達することも可能だとの確信を得たという。
別案には、前作の続編として宇宙超怪獣のキングギドラが登場する『キングギドラの逆襲』という企画も存在したが、キングギドラが連続することを避け本作品に至った。また、『VSギガモス』はアメリカを物語の舞台にして全米公開をも視野に入れ、メカニコングが軍の兵器として登場する展開も用意され、そちらをメインとする『マイクロユニバース イン ゴジラ』や『ゴジラvsメカニコング』という企画も存在した。前作は「東宝創立60周年」であったことから、企画初期段階では、キングコングでいこうという声も存在していたほか、前述の川北の企画では、RKOとのキャラクター契約を明確にするためにも、メカニコングではなく、当初はあえてキングコングをもう一度登場させようという動きもあった。
前作の東京国際映画祭での先行上映が好評であったことから1991年11月に本作品の制作が正式決定し、前作公開時に一部劇場で特報が流された。特報の時点では監督・脚本は未定となっていた。『vsビオランテ』と『vsキングギドラ』は間隔が2年開いていたが、配給面の意向から本作品からは1年おきに制作されることとなった。
監督は、前作までの大森一樹に替わり、前年に『超少女REIKO』で監督デビューした大河原孝夫が務めた。大河原の起用は東宝の自社監督に務めさせる意図によるもので、東宝全体での決定であった。大河原は、『超少女REIKO』の成績が振るわなかったため次回作はしばらくないだろうと覚悟していたため意外であったと述べている。
大森は脚本を担当し、監督にも予定されていたが東映京都撮影所制作の『継承盃』との兼ね合いから実現には至らなかった。大森が本作品の制作を知ったのは、前作の初日舞台挨拶で特報を見たときであったといい、執筆依頼を受けたのは年明け後であった。1月の時点でシノプシスは提出していたが、検討稿は3月10日、準備稿は4月11日、最終決定稿はクランクイン後の5月16日に印刷されるなど、完成が遅れていた。登場人物の多くは、『モスラVSバガン』の設定を引き継いでいる。
大森は、前作を『バック・トゥ・ザ・フューチャー』に着想をえたことから、本作品では『インディ・ジョーンズ』をやろうとしたといい、初期には『モスラ』の影響も引きずっていたと述べている。また、バトラには『トレマーズ』の要素も取り入れているという。『モスラVSバガン』の執筆時には、東南アジアが舞台である山田正紀の小説『謀殺の弾丸特急』をイメージしていた。冒頭の隕石は、ツングースカ大爆発をイメージしている。東宝プロデューサーの田中友幸は、大森に対し『モスラ』と『モスラ対ゴジラ』を一本にまとめるという要望を伝えており、他のスタッフにも主役はモスラであると述べていた。ラストシーンについて大森は、テレビアニメ『鉄腕アトム』の最終回や『空の大怪獣 ラドン』のような悲壮感のある結末をイメージしていたが、完成作品では情緒的な描写になっていたことが不満点であったと語っている。雅子とみどりがハンバーガーを食べているシーンでは、大森はモスバーガーとのタイアップを画策していたが実現には至らなかった。
脚本作業において、大森と大河原が直接意見を交わすことはなかった。富山は、両者とも監督・脚本の経験があるため一方的に意見を受け入れることはないだろうと考え、互いに納得できるよう打ち合わせのタイミングを図っていた旨を語っている。大森は、決定稿が完成したあとに大河原の方で変更を加えることを望んでいたが、大河原はスタッフに伝達させるためには印刷物としてあった方が良いと考え大森へ意見するかたちを選んだと述懐しており、この体制は次作『ゴジラvsメカゴジラ』でも同様であった。
特技監督の川北紘一によれば、「極彩色の大決戦」というキャッチコピーは東宝宣伝部の若手社員が考案したもので、東宝怪獣では単色のものが多いことからカラフルなモスラ成虫の体色そのものを売りにしようという意図であったという。
宣伝部出身であった富山は、宣伝部や営業部とも密に連携することでその意見を吸い上げ、制作現場だけでなく東宝全社を挙げての映画製作を図った。これにより、系列映画館と連動したエキストラ募集やCMタイアップなど、パブリシティを積極的に活用した制作体制が構築されていった。コスモスを中心に、出演者らもパブリシティ活動へ積極的に協力していた。タイアップ業務に携わった鈴木律子は、当時は広告代理店がゴジラを扱うことに消極的であったため、直接クライアントの元に赴き隠れゴジラファンの担当者に売り込むという方法をとり、5本のCM契約を取り付けた。名古屋が舞台の1つとなったのは、中京地区での興行成績が弱かったことも理由の1つであった。
前作に引き続き、自衛隊の全面協力のもと制作が行われたが、劇中で自衛隊の兵器が大量に破壊される描写を行ったため制作側から詫び状を入れることとなり、次作では自衛隊の協力を得ることが難しくなった。富山は、自衛隊が怪獣のやられ役になってしまったことを申し訳なく思っていると語っている。
制作発表は1992年5月20日に行われた。

### 配役
コスモス役に東宝シンデレラ出身者2人を起用したことについて、『ゴジラ』（1984年）、『vsビオランテ』（1989年）では東宝芸能の新人を起用していたが、前作ではいなかったため、プロデューサーの富山省吾によれば東宝サイドでは本作品でなんとしても使おうという思いがあったという。前身企画『モスラVSバガン』では小美人のイメージキャストとしてWinkが挙がっており所属事務所との交渉も行われていたが、富山によれば本作品では企画が決定した段階で今村と大沢の起用も決まっていたため、Winkとの交渉は行わなかったと述べている
別所哲也、村田雄浩らは、キャスティングの田中忠雄からの推薦で起用された。富山は、アクションができる俳優の中で別所は新人賞を獲得したりハリウッドデビューも果たしたりするなど、映画にふさわしい俳優であると期待をもっていたと述べている。別所は、当時トレンディドラマなどに多く出演していたため、当初は非日常的な作品へ出演することに抵抗も感じていたが、非日常的なSFXこそ映画の大画面でインパクトを与えられると思い直し、出演を快諾した。
手塚雅子役の小林聡美は、大河原の推薦によるもので、大森が監督した映画『恋する女たち』に出演していた縁から富山も賛同していたという。大河原は、人間味を感じない美人よりも観客から好感を持たれるキャラクターとすることを意図したと述べている。小林自身も台本を読んだ印象では美女タイプの方が良いのではないかと感じたが、演じるにあたっては観客が見ていて疲れないよう肩の力を抜いたと語っている。共演した別所や小高恵美は、小林が現場を明るくするムードメーカーであったと証言している。
子役の米澤史織は、自然な演技ができる子役としてオーディションで起用された。撮影は夏休み期間中に行われたため学業への影響はなかったが、夜間の撮影が多かった。
『ゴジラvsビオランテ』以来の出演となった田中好子は、自身がモスラを愛好していたことから出演を熱望し実現に至った。富山は、モスラ好きを公言していたので『vsビオランテ』への出演だけでは申し訳ないという気持ちもあったと述べている。
前作での土屋嘉男に続き、昭和期での東宝特撮の常連俳優であった宝田明が南野丈二役役で出演している。宝田は、本作品への出演が決まる前に『モスラ対ゴジラ』を観て感激したという中学生から「ぜひ出演してほしい」と懇願する手紙を受けていた。撮影現場では、第1作からプロデューサーを務めてきた田中友幸が病身をおして宝田を訪ねており、対面した際にはともに涙していたという。大森によれば、友兼役に『モスラ』に出演したフランキー堺を起用するという案もあったという。
自衛隊各幕僚長役の黒部進、荻原賢三、辰馬伸らは前作から続投している。
ありあけ丸船長役の大和田伸也は、海の男らしさを強調したいという大河原からの要望により髭を生やしている。
作曲家の本多俊之が自衛隊員役で出演している。大河原孝夫によると、本多が伊福部昭とゴジラ映画の大ファンだったことから依頼されてのことだという。

### 撮影
東宝特撮作品としては初めてハイビジョン合成を採用しており、コスモスの登場場面などに使用された。コスモスの撮影はすべて本編班で行われた。特技監督の川北紘一は、ハイビジョン撮影には専用の中継車などが必要で予算もかさむため、最小限の部分にしか用いなかったと証言している。助監督の手塚昌明によれば、コスモスがみどりの手に乗って移動するシーンは機材の到着が遅れたため通常の機材で撮影したが、合成作業に時間がかかってしまったという。
本編班は1992年6月18日にクランクインし、成田空港南ウイングでのシーンから撮影が行われた。クランクアップは8月15日。
冒頭のアユタヤ遺跡のシーンは、7月9日から11日にかけて東宝撮影所第1ステージにて行われた。遺跡が崩壊するシーンは、脚本では抜けていく床から逃れるという描写であったが、横のストロークしかないため、大河原は階段にすることで縦のストロークを演出している。拓也役の別所は出口までよじ登るシーンなどのアクション場面は別所自身が演じており、ハーネスを付けてワイヤーで引っ張り、後処理でワイヤーを消している。結果として、撮影には3日かかったという。別所自身は、苦労した部分もあったが、遊園地のアトラクションのようで本作品の撮影で一番楽しめたと述べている。
ルンビニ警察署の留置所は、第7ステージにセットを組んで撮影された。現地の資料がなかったため、セットは日本の留置場を参考にしている。
マニラのホテルのシーンは、館山のホテル「アクシオン」で撮影された。当時はフードコーディネーターが存在しなかったため、料理は小道具の遠藤雄一郎が広尾のタイレストランで学んで用意した。藤戸と雅子のラブシーンも撮影していたが、カットされた。小林によれば、アフレコまで終わっていたが、大河原からは後の仲直りを効果的に見せるためにカットしたと説明されたという。
インファント島探検シーンのロケは、6月26日から7月2日にかけて亜熱帯広葉樹や木生シダの原生林が広がる奄美大島で行わた。撮影隊は6月24に船で出発し、その間にも船上でのシーンの撮影を行っている。現地では地主の好意で地滑りのカットなどが撮影できたという。ボートでマングローブの間を抜けるシーンは、俯瞰でのロングショットのため俳優らの周囲にスタッフはおらず、干潮になると水が引いて底なしの泥沼になってしまうため、別所はトランシーバー一つで不安だった旨を語っている。モスラの卵を目撃するシーンは、稲城市の造成地に卵の実物大セットを組んで撮影された。
吊り橋のカットは、7月23日から24日に福島県の飯坂の摺上川の渓谷で撮影された。吊り橋には、蔦や丸太などの造形物で装飾している。吊り橋から落下するシーンは東宝スタジオの小プールで撮影され、崩れる吊り橋はミニチュアで表現している。吊り橋から落下するシーンも別所と村田本人が全カットを演じており、上から東宝の大プールを捉えている。小林は、本人が演じているのでスタントだと思われないために表情をしっかり見せるよう言われていたが、実際には怖くて演技どころではなかったと述懐している。田中友幸からは予算の問題などから吊り橋のシーンの必要性を問われたが、大河原は絶対に必要だと主張し実現に至った。テレビ放映の際も、テレビ局側が同シーンのカットを提案した際に大河原は反対したという。
コスモスの描写には、トラベリングマットと大道具が大きく作ってある拡大セットによる合成処理が多用されている。ブルーバック撮影は、第7ステージにて8月10日に行われた。
ゴジラが放射熱線を吐くシーンでは、本編班の大河原は人間側のリアクションのため、光のエフェクトを過剰気味に演出している。川北からは「オーバーじゃないか」と言われたが、大河原は成功したと自負している。また、本編と特撮パートが分離しないよう地球環境分析室の面々が怪獣たちの戦いをモニターで観ながら一喜一憂するという描写も取り入れた。一方で、クライマックスでは登場人物が戦いの傍観者になってしまったことを反省点に挙げており、次作『ゴジラvsメカゴジラ』では登場人物がメカゴジラのクルーとして乗り込む形となった。
ラストのモスラ着陸シーンの舞台は、脚本では大黒埠頭であったが、実際にモスラが留まれるような広い場所がなく、草のある場所ではコスモスの合成やセットが大変になるためコンクリートのある場所で再検討された。横浜スタジアムも候補にあがったが、モスラが羽根を立てなければならないため、近郊の飛行場が最終候補となったが羽田空港や成田空港では許可が下りず、7月31日に立川飛行場（立川駐屯地）で撮影は行われた。
赤坂のロケでは、劇用車とエキストラが走るシーンが撮影されたが、本番に赤坂プリンスホテルから車が出てきてしまいNGになることが多く、助監督の手塚昌明は制作部とホテル側とで揉めていたと証言している。エントランス部分は、ホテルグリーンタワー幕張で撮影された。同シーンでは、エキストラに混じって白衣と眼帯をつけた小道具係が第1作『ゴジラ』で用いられたオキシジェン・デストロイヤーのミニチュアを抱えて走っている。
崩れたホテルの廊下のシーンは第7ステージに制作されたセットで7月18日から19日に撮影されたが、撮影所の脚立が完成作品にも映り込んでしまっている。ロケハンで実際のホテルの廊下を計測していたが、予算の都合により実物よりも狭くなっている。
国会議事堂周辺の戦車隊は、8月6日に陸上自衛隊富士学校でエキストラ200人を動員して撮影された。
山下公園の撮影では、相鉄ムービル主導のエキストライベントとして200人が集められた。富山がツアーコンダクターを務め、自身もエキストラとしてカメオ出演している。
火山観測所のシーンは、応用気象エンジニアリングの一室を借りて撮影している。

### 特撮
本作品では特撮シーンが47分あり、そのうちみなとみらいのシーンが20分ほどとなっている。川北は、作品全体のバランスとしてはいいとしつつも、大河原と同様に人物側が傍観者になってしまったことが残念であったと述べている。一部では、横浜上空での光線の打ち合いを藤戸親子が見上げる構図に対して「花火大会」と称する声もあったという。
前作では大森の要望により戦闘シーンは昼間が中心となったが、本作品では再び最終決戦がナイトシーンとなった。川北は、ナイトシーンの方がみなとみらいの街並みが映えるという考えであったと述べている。大森は、ゴジラはナイトシーンが似合うが、モスラ成虫は青空が似合うと考えており、この点が不満であったと語っている。照明助手の佐熊慎一によれば、照明にフィルターを貼ってナイトシーンのライティングを行ったところ電気代の節約となり、以後VSシリーズのクライマックスはナイトシーンが恒例となった。
特撮班は1992年5月8日にクランクイン。5月8日から13日には名古屋や東京、横浜の実景・空撮などのロケーション撮影が行われた。川北は、『モスラ対ゴジラ』でも名古屋のロケハンに参加していたが、本作品ロケ時には整備されるなどして当時の撮影場所の面影はなかったという。一方で、名古屋城や名古屋テレビ塔など象徴的な場所は変わらなかったため、バトラの進行ルートは『モスゴジ』でのゴジラのルートを逆行するものとなった。川北は、同じく『モスゴジ』にも登場した四日市市でもロケハンを行ったが本作品では用いられず、同市の登場は次作『ゴジラvsメカゴジラ』へ持ち越された。群衆が逃げるシーンの撮影では、前作同様雨天となったが、雨が止むのを2時間半待って撮影を強行した。
東宝スタジオでの撮影は5月19日から開始された。同日から28日にかけて特撮用大プールを使用し、フィリピン沖のゴジラとモスラ幼虫、バトラ幼虫の戦い、東京港でのモスラ幼虫と自衛隊の戦い、海上のゴジラなどを撮影した。東京港の空撮は、クレーンの先端にカメラマンを吊るして撮影している。5月20日には制作発表が催され、大プールでの撮影の取材も行われた。
5月29日から6月6日には、東宝スタジオ第9ステージにて国会議事堂でのモスラの羽化シーンが撮影された。国会議事堂での羽化は1961年の『モスラ』の初期案を復活させたものである。国会議事堂のミニチュアは、モスラとの対比から1/60スケールで制作された。当初の脚本では、昼間のシーンからすぐ夜に切り替わっていたが、照明の斉藤薫からの要望により決定稿で夕景の描写が追加された。このシーンの本番では、幼虫の頭がミニチュアに挟まって動けなくなるアクシデントもあった。成虫の羽化シーンにはCG画像も製作されたが、これは未使用となった。川北は、CGではまだ感情表現がうまくいっていなかったと述べている。
6月9日にはオープンセットでのバトラ幼虫の名古屋城などの侵攻シーン、6月10日から16日には第6ステージの疑似海底でのゴジラとバトラ幼虫の対決シーンが撮影された。名古屋城のミニチュアは東南隅櫓のみが作られ、そのほかは合成で処理された。バトラが巻き上げる噴煙も、発煙装置を用いて移動車に乗せた2本の煙突から吹き出した煙を撮影し、合成している。西之丸からの実景カットは、『モスラ対ゴジラ』と同じアングルとなっている。ゴジラとバトラ幼虫が海底火山に沈むシーンは、フォークリフトの上にセットを組み、これを引くことで地割れを表現している。
6月17日から22日には、第9ステージでバトラ幼虫の名古屋市街侵攻シーンが撮影された。さらに並行して、ミニチュアの一部を流用し赤坂でのモスラ幼虫とメーサー部隊の戦闘シーンの撮影も行われた。前者は縦移動、後者は横移動の構図に配置を変えている。前者では、大通りとテレビ塔という要素が前作での札幌のシーンと類似していたため、戦車を増やして市街戦の要素を強調している。大通りの幅いっぱいに部隊を展開させるため、久屋大通公園のセットは一部を省略している。後者では、幼虫が東京タワーの下を進む描写も合成により用意されていたが、カットされた。
6月24日から26日には、第9ステージでゴジラが丹沢山中でメーサー部隊と対決するシーンを撮影。これに並行して、オープンセットでのゴジラが富士山から出現するシーンや、インファント島の嵐のシーンなども撮影された。岩山のセットは、疑似海底のセットを飾り変えたものである。前者の撮影では、ナイターで大量の火薬を使用するため消防署や近隣住民へ事前に通達していたが、それでも通報が入ってしまい、消防車が出動し注意を受けることとなった。後者でのモスラの卵が土砂崩れで露出するシーンの撮影では、水落しや床の支柱をはずす通称「ばたんこ」などの仕掛けが用意されていたが、撮影が遅れたためセッティングした状態で放置されてしまい、その間に降った雨を土砂が吸収したことにより重みで支柱が外れなくなり、仕掛けをやり直すこととなった。監督助手の神谷誠は、動かなくなった支柱の丸太を外そうとして丸太と天板の間に頭を挟んでしまい、危険な目に遭ったと述懐している。インファント島の崖セットは、バトラが突入する能登半島のセットへ流用された。
7月1日から9日には、大プールでモスラの卵を乗せた浮きドックやバトラ幼虫の戦闘シーンなどの撮影が行われ、合間を縫って海中のゴジラや氷山でのバトラ幼虫のシーンなどが第10ステージで撮影された。海上自衛隊のP-3C対潜哨戒機がバトラ幼虫を発見するシーンも撮影されていたが、完成作品ではカットされた。
大プールでのオープニングの特撮の撮影を行った7月2日に、映画『バットマン・リターンズ』の宣伝で来日していた映画監督のティム・バートンが川北組を表敬訪問している。
7月18日から8月1日（8月2日早朝）には、第9ステージでみなとみらい地区の撮影が行われた。ラストのみなとみらい21のセットは3,000個以上の電飾を使用し、製作費8,000万円、製作日数1か月をかけて製作された。前作まではミニチュア内部の電飾は美術班が外部に依頼していたが、本作品では建物の数が少ないことから特技照明班が手掛けた。美術の大澤哲三は、ビルのミニチュアが足りず、前作のビルを3分割して用いたと証言している。セット自体は広くなく、カメラの手前にミニチュアのビル群を置いているが、『vsビオランテ』のようにミニチュアのスケールを変えて遠近感を出すのではなく、1/50スケールで統一しており、画面内で立体的に見える疑似立体として表現している。海の部分はセットプールになっており、水をはって継ぎ足していたが、撮影助手の大川藤雄によれば撮影の長期化によりセットの水が腐り悪臭を放っていたという。ナイトシーンの撮影では、操演用のピアノ線が照明やスモークによって見えてしまうため、合成により後処理で線を消している。
ランドマークタワーのミニチュアは高さ6メートルにおよぶ。制作当時は実際のタワーが建設中であったため、三菱地所が完成予想図を提供している。総重量は200キログラム近いためそのままでは自重で崩壊することから、美術の大澤哲三は内部に鉄骨を組んで段階的に組み立てるという手法で作り上げた。特殊効果の渡辺忠昭や助監督の鈴木健二は、ランドマークタワーの倒壊シーンはうまくいった忘れられない撮影に挙げており、現場で唯一拍手が起こったと述懐している。
コスモクロック21の位置がずれていたり、横浜赤レンガ倉庫がある新港地区が設置されていないなど現実とは異なる部分がある。川北は、距離を縮めなければコスモクロックとインターコンチネンタルホテルがセットに入り切らなかったと述べている。コスモクロックの電飾は本物と同様に時計となっており、助監督を務めた神谷誠はカットごとに時間を調整したり、秒針の光る速さをカメラの撮影速度に合わせるなど、苦労した旨を語っている。川北も、照明の動きによってはカットがつながらなくなってしまうため、編集の順番に気を使ったと述べている。
横浜中華街上空をモスラが飛ぶシーンは、平台2枚程度のミニチュアで撮影された。大澤によれば、中華街のシーンは当初の予定にはなく、撮影の1週間前にコンテに追加されていたといい、1/10サイズの門だけが制作され、周囲のビルは寄せ集めであった。遊び心として特撮スタッフの行きつけである中華料理店の看板も作られている。手前を歩く通行人は、第10ステージにてフロントプロジェクションで撮影したものを合成している。
横浜ベイブリッジのみ、大プール上のオープンセットに建てられた。ベイブリッジのミニチュアは1/150スケールで、全長は3メートル。川北は、500坪のセットでみなとみらいからベイブリッジまで入れるのは無理であったと述べている。
8月1日から細かい撮影を行った後、特撮班は12日にクランクアップした。
モスラやバトラの飛行シーンは、前作でもワンカットだけ用いられた空撮した実景への合成が大々的に行われた。みなとみらいシーンの冒頭での、実景からモスラとバトラのセット撮影での単独カットを経て、ミニチュアでのみなとみらいの俯瞰カットを繋いだ編集がスタッフ内で高い評価を得ている。
オープニングの嵐のシーンは一部『モスラ対ゴジラ』の映像を流用している。メインタイトル直後のシーンは、舞台『孤愁の岸』で使用された映像も用いている。
バトラが眠っている氷塊が溶けるシーンに『ノストラダムスの大予言』の映像の一カットが使われている。また、名古屋城の石垣破壊シーンには、テレビドラマ『日本沈没』第4話の姫路城倒壊シーンを流用している。富士山の噴火シーンも『日本沈没』から流用している。
オープニングの隕石、ゴジラのシミュレーション画像のCG製作はナムコによって行われた。川北によれば、当時は特撮班にCGのノウハウがなく、試作してみたもののうまくいかず、外部に依頼したという。富山によれば、ナムコが制作に携わったオリジナルビデオ『未来忍者 慶雲機忍外伝』（1988年）を大河原の監督作品『超少女REIKO』（1991年）と2本立てにするという案があがっていたことから同社とのつながりがあった。ナムコとのタイアップにより、ナムコ・ワンダーエッグにて『モスラ』の公開日である7月30日にエキストラを一般公募しての撮影が行われた。富山は、ナムコとはタイアップ以上のつきあいができた名パートナーであったと述懐している。隕石の大きさは、決定稿では直径2キロメートルという設定であったが、国立天文台への取材にて「それでは人類が滅亡する」と指摘され90メートルに改められた。助監督の手塚昌明は、川北がゴジラより小さい隕石ではインパクトが足りないと不満を述べていたことを述懐している。
ゴジラを封印する際に海上に描かれる紋章もCGで描写された。当初は、『八月の狂詩曲』（1991年）の滝のシーンで用いられた水中ライトを大プールに入れて撮影する予定であったが、ライトの漏電対策がうまくいかず中止となった。
光学合成による光線の色は、ゴジラが青、モスラが黄、バトラが赤と怪獣ごとに色分けされている。
名古屋タワーのミニチュアの頭頂部は、1999年の時点で現存が確認されている。このミニチュアは、映画『モスラ3 キングギドラ来襲』（1998年）でキングギドラの名古屋襲撃シーンにも用いられた。

### 音楽
音楽は前作に引き続き伊福部昭が担当。伊福部は、以前に手掛けた『モスラ対ゴジラ』と構成が似通わないよう事前にビデオで見返したが、まったく違う作品であったので影響はなかったという。
コスモスの歌唱曲は、伊福部が『モスラ対ゴジラ』で作曲した「マハラ・モスラ」「聖なる泉」のほか、古関裕而が『モスラ』で作曲した「モスラの歌」が用いられている。脚本ではすべて「モスラの歌」となっていたが、大河原は効果的になるように回数を減らして他の曲も混じえ、それぞれの使用箇所を伊福部に了解を求めたと述懐している。旧作では、太鼓など民族音楽風であったが、本作品では宗教音楽風にアレンジして曲に統一性を持たせている。また、コスモスの2人は、ザ・ピーナッツのような低音が出せなかったため、音程を2度高くしている。2人の歌について伊福部は、最初のプレスコでは不十分な仕上がりであったが、練習熱心であったため後日撮り直した際にはうまくいったと述べている。
インファント島のシーンでは、アフリカの民族楽器であるカリンバを用いており、アユタヤ遺跡でのBGMや「マハラ・モスラ」の伴奏などにも取り入れられている。遺跡の周囲にはエスニックバンドがいるというイメージから、アユタヤ遺跡では雲鑼とバイオリンの低音を用いた曲も用意していたが、遺跡を映す尺が短くなり、実音を重視したことから未使用となった。
バトラのテーマは新規に作曲されたが、モスラと同様に変態するが幼虫と成虫のどちらも硬く勇ましいイメージであったり、悪役のような姿でありながら途中で立ち位置が変わるなど、伊福部はイメージを捉えることに苦労した旨を語っている。楽器はトロンボーンを主体とし、フラッターを汚い音で出すなどして怪獣らしさを表現している。
バトラのテーマのほか、モスラの卵が露出するシーンなどにコンポオルガンを用いている。冒頭の隕石のシーンでは、コンポオルガンのほか、「天空」を意味する名のチェレスタも用いている。チェレスタの演奏には、伊福部に指示していた和田薫が急遽起用された。
ゴジラと自衛隊との戦闘シーンでのBGMは、元々はバトラと自衛隊との戦闘シーンを想定して録音していたが、伊福部は実際に合わせると画から浮いてしまうと感じ、使用箇所を変更した。ほかに『フランケンシュタインの怪獣 サンダ対ガイラ』（1966年）の「L作戦マーチ」も用いられた。
伊福部は、ゴジラにも新曲をつけることを提案したが、従来の曲を使用することを要望されたことを述懐している。
クライマックスの戦闘シーンは、作曲時には映像を見ることができなかったため、画に合わせることは無理だと判断し、3者のテーマを交互に出すかたちとした。音楽プロデューサーの岩瀬政雄は、録音時に完成した映像を観た伊福部がイメージと異なっていた旨を語っていたことを証言している。
本作品で制作された未使用曲の1つは、次作『ゴジラvsメカゴジラ』で「Gフォースマーチ」として流用された。
1992年9月2日に、伊福部指揮によるマスコミ公開録音が行われた。録音当日にはファンも大勢見学に訪れ、スタジオに立ち入らないようバリケードを張るなどの対応が取られたが、岩瀬はこれを商機と考え、次作では録音風景を映像ソフトとして発売することとなった。

### その他の関係者
本作品のシノプシス制作には脚本家の三村渉も参加しており、三村のプロットは採用には至らなかったが田中友幸の好感触を得て、次作『ゴジラvsメカゴジラ』や映画『ヤマトタケル』などの脚本に起用された。三村のプロットにあった「卵を育てる女性科学者」などの要素は『vsメカゴジラ』へ引き継がれた。
幼少期から『モスラ』に思い入れがあるという映画監督の金子修介は、本作品の制作が発表された際に、特報に監督名が記載されていなかったことから、富山へ自身の監督への起用を要望する年賀状を送っていた。これは実現に至らなかったが、富山はいずれ金子を起用することを心に決め、後に『ゴジラ・モスラ・キングギドラ 大怪獣総攻撃』の監督に金子を起用した。また、このとき金子が構想していた地上のゴジラを空中からモスラが攻撃するというイメージは、後に金子が手掛けた『ガメラ 大怪獣空中決戦』でのガメラとギャオスの戦いに継承された。

## 映像ソフト
- VHSは1993年12月21日に発売された[263]。品番はTG4470S[288][263]
- LDは、完全予約制3枚組ボックス仕様で1993年11月1日に発売された[263]。品番はTLL2454[288]
- DVDは2002年3月21日にジュエルケース版が発売[289][263]。オーディオコメンタリーは大河原孝夫[289][263]。品番はTDV2641D[263]。
  - 2005年4月22日発売の「GODZILLA FINAL BOX」に収録されている[290]。
  - 2008年5月23日発売のトールケース版「ゴジラ DVDコレクションV」に収録されており、単品版も同時発売[291]。
  - 2014年5月14日には「ゴジラ60周年記念版」として期間限定の廉価版が発売[292]。
  - 2016年6月15日、東宝DVD名作セレクション版発売[293]。品番はTDV26160D[263]。
- Blu-rayディスクは2010年1月22日発売。
  - 2014年6月18日には「ゴジラ60周年記念版」として期間限定の廉価版が発売[294]。

## コミカライズ
講談社版
ストーリー構成：安井尚志、作画：川石てつや。講談社『コミックボンボン』1992年10月号より全4回で連載。ワイドKCボンボン で単行本化。
オリジナルキャラクターとして三枝未希の弟、三枝晃司が登場する。友兼は未登場で、安東がその立場を兼ねている。

小学館版
脚本：大森一樹、作画：坂井孝行。小学館『別冊コロコロコミックスペシャル』第48号から第50号にかけて連載。てんとう虫コミックススペシャルで単行本化。2016年にMy First BIGで復刻された。
小学館版は藤戸拓也と手塚雅子が未婚の元カップルとなっており、安東健二や手塚みどり、三枝未希などは登場しない。雅子は丸友観光のエリート社員という設定で安東を兼ねる立場となっており、終盤は3大怪獣の決戦と同時に、コスモスを奪った友兼剛志と拓也・雅子の対峙が描かれる。また、モスラ幼虫迎撃にあたる指揮官として『ゴジラVSビオランテ』の黒木特佐が登場する。

## 関連グッズ
組立式SDゴジラ
ゴジラシリーズの歴代怪獣をディフォルメした組立式ミニフィギュア。全15種に各4色のカラーバリエーションが存在する。
入場者プレゼントとして配布されたほか、バンダイのガシャポン商品としても販売された。

## 評価
観客動員数は平成(VS)ゴジラシリーズ中最多の420万人、配給収入は22億2,000万円（1993年邦画配収第1位）を記録。正月興行の東宝配給邦画としては、1973年（昭和48年）末公開の『日本沈没』が保持していた配収記録を19年ぶりに更新した。2016年公開の『シン・ゴジラ』（観客動員数550万人）が更新するまで、平成以降制作のゴジラ作品の動員数トップの座を維持していた。
富山は、ヒットした要因として同年に公立学校の週休2日制が導入された影響によりファミリー層の客足が伸びたと分析している。
大河原によれば、昭和ゴジラシリーズで監督を務めた本多猪四郎は本作品の試写を鑑賞して「社会性をうまく取り込めていて面白かった」と評していたという。
富山によれば、前作監督の大森は本作品のヒットを受けて「砧（東宝撮影所）の本来の監督にうまくバトンタッチできて幸せだ」と述べていたという。

### 主な受賞歴
- 第37回アジア太平洋映画祭特殊効果賞[19]
- 第16回日本アカデミー賞
  - 優秀助演男優賞（村田雄浩）[19]
  - 優秀音楽賞（伊福部昭）[19]
  - 新人俳優賞（今村恵子・大沢さやか）[19]
- 第47回毎日映画コンクール 特別賞（田中友幸）[19]
- 第38回キネマ旬報賞 助演男優賞
- 第17回報知映画賞 助演男優賞（村田雄浩）
- 全国興行環境衛生同業組合連合会 第11回ゴールデングロス賞 日本映画部門 最優秀金賞[19]
- 第2回東京スポーツ映画大賞
  - 主演男優賞（ゴジラ）[19]
  - 助演男優賞（モスラ）[19]

## テレビ放送
1994年12月9日には日本テレビ系の『金曜ロードショー』にて地上波初放送された。番組中では翌日公開の『ゴジラvsスペースゴジラ』、および翌春公開の『ガメラ 大怪獣空中決戦』のPRも行われた。
『モスラ2 海底の大決戦』が公開中であった1997年12月30日には、テレビ東京にて「冬休み映画スペシャル」として19時台に放送された。同局では、2014年8月5日に午後のロードショー枠でも放送された。
いずれの放送版も本編尺やカット箇所はそれぞれ異なる。